# Norbertus van den Eynden (I)

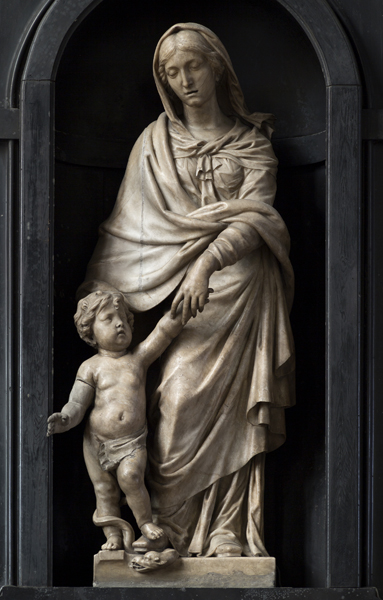
Virgen con el niño del Altar de San Nicolás

Norbertus van den Eynde (I), Norbrecht van den Eynde y Norbert van den Eynde (también escritos: Norbertus van den Eynden, Norbert van den Eynden y Norbertus van den Eynden) (Amberes, bautizado el 11 de diciembre de 1628 - Amberes, 7 de octubre de 1704)   fue un escultor flamenco. Es conocido principalmente por sus esculturas religiosas y mobiliario de iglesia. Era hijo del destacado escultor Huibrecht van den Eynde y miembro de la familia de escultores van den Eynde.   Van den Eynde era un colaborador cercano de Artus Quellinus II.  Realizó varios encargos en la catedral de Amberes, entre ellos varios retablos. 

## Vida
Norbertus van den Eynde nació en Amberes, hijo de Huibrecht van den Eynde y Maria Anthonia Bagenier, y fue bautizado el 11 de diciembre de 1628. Van den Eynde nació en el seno de una de las principales familias de escultores de Amberes. El taller de la familia formaba parte de la sociedad informal de colaboración Quellinus-Verbrugghen-Willemsens-Scheemaeckers-van den Eynde, que había convertido el mercado de la escultura de Amberes en un auténtico monopolio. La amplia colaboración entre los talleres de estas familias a finales del siglo XVII "puede ser el factor más importante" para explicar la intrincada "unidad de estilo y enfoques que han hecho que desentrañar las manos sea particularmente difícil para los historiadores del arte."

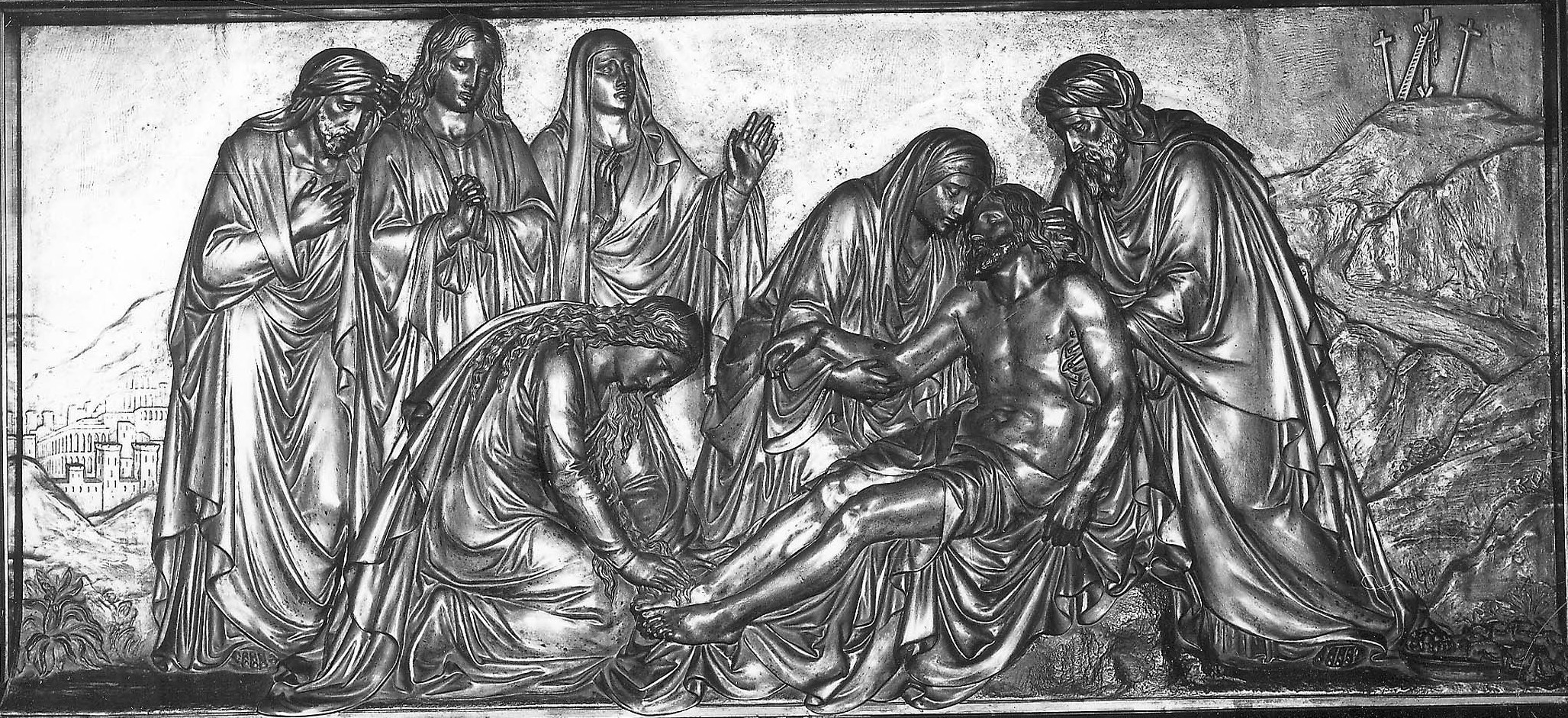
Entierro de Cristo, relieve del altar mayor de la Iglesia de San Jorge, Amberes

Se formó con su padre y en los años 1662-1663 se convirtió en maestro de la Guilda de San Lucas en Amberes como wijnmeester (hijo de un maestro).   En el año 1968-1968, Jan van Bredael fue registrado como su alumno. 
Norbertus van den Eynde se casó dos veces, primero con Maria Anthonia Bagenier (que fue enterrada el 2 de junio de 1691 en la iglesia de San Miguel),  más tarde con Isabella Maria Reuckelenberg (o van Beirenbergh).De su primer matrimonio tuvo a sus hijos Norbertus el menor y Cornelis (ambos escultores) y a sus hijas Franchoise Theresia e Isabella Maria. Esta última se casó el 3 de marzo de 1693 con el destacado pintor de bodegones Jan Pauwel Gillemans el Joven, con quien tuvo un hijo antes de morir prematuramente en octubre de 1697.

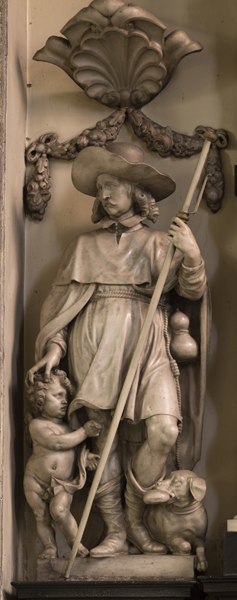
San Roque del Altar de San Nicolás

Van den Eynde y su esposa vivían en Arenbergstraat,  en el distrito Wapper de Amberes, donde poseían al menos dos casas.  Se mudaron a Gante durante diez meses entre mayo de 1692 y marzo de 1693, alquilando su casa en Wapper a su hija Isabella Maria.
A su regreso a Amberes, asistieron al nacimiento de un nieto, así como a la muerte de sus hijas y de su hijo Norbertus. Van den Eynde tuvo problemas económicos y tuvo que vender sus dos casas del "Wapper". Finalmente pudo saldar todas sus deudas y repartir parte de su patrimonio entre los miembros supervivientes de su familia antes de su muerte en 1704. 

## Obra
Es conocido por sus esculturas religiosas y mobiliario eclesiástico. En 1653 colaboró con su padre en la realización del altar mayor de la iglesia Onze-Lieve-Vrouw van de Goede Wil de  Duffel. 
Van den Eynde firmó en 1653 un contrato para crear dos estatuas de santos y un crucifijo para la iglesia de la casa profesa de la Sociedad de los jesuitas de Amberes. Además, en 1663 creó un trono para el priorato de Groenendael.La sillería de madera del coro de la iglesia Onze-Lieve-Vrouw van Goede Hoop de Vilvoorde, realizada originalmente para el priorato de Groenendael, se le atribuía anteriormente por ser de su estilo, pero esta atribución ya no puede sostenerse. También realizó los altares de mármol de Nuestra Señora (1658-9) y San Nicolás (1664 y 1668; con las figuras de San Nicolás, Santa Ana, San José, Santa Teresa de Ávila y San Roque) para la iglesia de San Nicolás en Sint-Niklaas-Waas. 

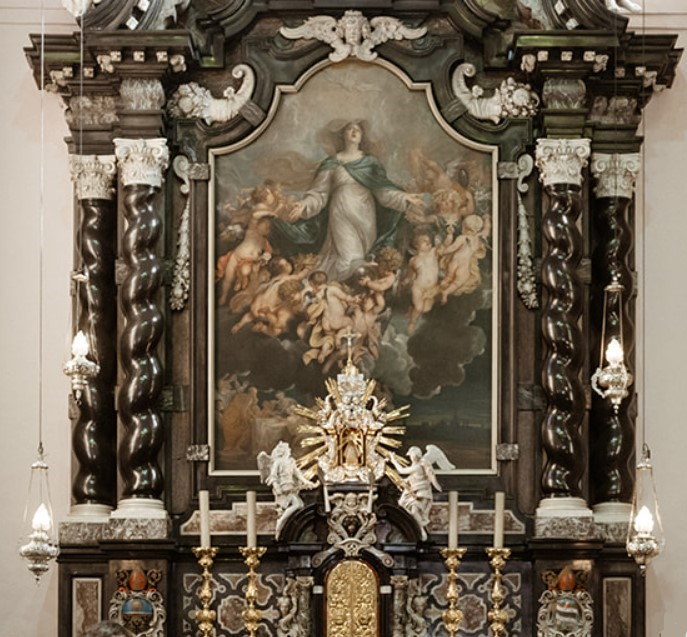
Altar mayor de la iglesia de Nuestra Señora de la Buena Voluntad en Duffel

Trabajó en varios altares de la iglesia de San Jorge de Amberes, posteriormente demolida. Primero realizó en 1664 un altar de mármol. En 1671 hizo dos altares laterales y en 1677, junto con Artus Quellinus II, el altar mayor de la iglesia. En 1683 surgió un conflicto a raíz de este último proyecto, ya que Quellinus le puso en rebeldía por no haber entregado los seis pilares para el altar. El altar mayor se terminó entre 1677 y 1685 y consistía en un gran altar de mármol blanco y negro de casi 15 metros de altura. Una gran pintura (478 x 279 cm) del Martirio de San Jorge (ca. 1684, ahora en el Museo Real de Bellas Artes de Amberes (inv. 240)) de Godfried Maes (Amberes 1649-1700) era el centro del altar. Representa la leyenda del martirio de San Jorge recogida en la Legenda Aurea de Santiago de la Vorágine, a mediados del siglo XIII. Los verdugos esperan la orden del emperador romano Diocleciano de ejecutar a Jorge por haberse negado a adorar a los dioses romanos. El altar estaba coronado con estatuas de ángeles de van den Eynde y una estatua ecuestre de San Jorge de Quellinus. Es probable que se trate de la estatua ecuestre que hoy se encuentra en la nave norte de la reconstruida iglesia de San Jorge de Amberes.
En 1670, él y Quellinus firmaron un contrato para realizar el altar y el jardín del altar del gremio de esgrimistas de la catedral de Amberes, completando así la obra iniciada por Huibrecht, el padre de Norbertus. Durante la ejecución de este proyecto, los escultores tuvieron varios conflictos con sus mecenas por el impago de sus facturas. Entre 1683 y 1688, Van den Eynde realizó en colaboración con el escultor de Amberes Lodewijk Willemsens un retablo dedicado a Catalina de Alejandría para el oudekleerkopersgilde (gremio de compradores de ropa usada) de la catedral de Amberes. 
En 1670, van den Eynde y el escultor de Amberes Hendrik Frans Verbrugghen fueron "invitados específicamente por su consejo" a viajar a Malinas como consultores para las obras de la catedral de San Rumbold. 
Van den Eynde era un proveedor habitual de placas de mármol (utilizadas para los armarios de ébano) para las empresas de comercio de arte Musson y Forchondt. 